# أبو مليل بن الأزعر
أبو مليل بن الأزعر بن زيد بن العطاف الأوسي الأنصاري صحابي جليل من قبيلة الأوس من الأنصار شهد مع النبي محمد ﷺ غزوة بدر وغزوة أحد.

## نسبه
هو أبو مليل بن الأزعر بن زيد بن العطاف بن ضبيعة بن زيد بن مالك بن عوف بن عمرو بن عوف بن مالك بن الأوس الأوسي الأنصاري.
وأمه هي  أم عَمْرو بِنْت الأشرف بْن العطاف بن ضبيعة الأوسية الأنصارية.